# محمد بن خالد العبد الله الفيصل
محمد بن خالد العبد الله الفيصل آل سعود (مواليد 1967م) من عائلة آل سعود ورجل أعمال. يشغل منصب رئيس مجلس إدارة مجموعة stc منذ 2018م، ورئيس مجموعة الفيصلية منذ 2002م.

## النشأة والتعليم
ولد محمد بن خالد العبد الله الفيصل عام 1967، وهو حفيد الأمير عبد الله بن فيصل بن عبد العزيز آل سعود (1923-2007م) ومن أحفاد الملك فيصل بن عبد العزيز آل سعود (1906-1975م)، والده الأمير خالد العبد الله الفيصل (1941-1983م) والدته الأميرة الجوهرة بنت خالد بن عبد العزيز آل سعود.
حاصل على درجة البكالوريوس في الإدارة الصناعية من جامعة الملك فهد للبترول والمعادن عام 1991م، وعلى درجة الماجستير في إدارة الأعمال من كلية هارفارد للأعمال عام 1996م.

## المسيرة المهنية
بدأ مسيرته بالعمل في ادارة سيتي بنك بنيويورك وجنيف، ثم شغل منصب مدير في دائرة الخزينة بمجموعة سامبا المالية من 1992 إلى 1994م، ثم منصب مدير عام مساعد بقطاع خدمات الاستثمار والتمويل بمجموعة سامبا المالية من 1996 إلى 1997م، بعد ذلك أصبح نائب رئيس مجموعة الفيصلية من 1997 إلى 2002م، ثم تولى رئاسة مجموعة الفيصلية منذ عام 2002م، كما يشغل منصب رئيس مجلس إدارة مجموعة stc ورئيس اللجنة التنفيذية ورئيس لجنة الاستثمار فيها منذ عام 2018م.

### مناصب أخرى
يعمل الآن الأمير محمد عضواً في مجلس أمناء رابطة خريجي هارفارد في المملكة العربية السعودية، وعضواً في المجلس الإستشاري لرئيس كلية هارفرد لإدارة الأعمال، وعضواً بالجمعية العمومية بمؤسسة الملك فيصل الخيرية، وعضواً بمجلس إدارة مؤسسة الملك خالد الخيرية.
كما عمل الأمير محمد في السابق عضواً في مركز الملك سلمان لأبحاث الإعاقة، وعضواً بمجلس إدارة الهيئة العامة للاستثمار، وعضواً بمجلس إدارة شركة الخزامى للإدارة، وعضوا بالمركز الوطني للتنافسية، ورئيس لجنة التطوير بكلية ادارة الأعمال بجامعة الفيصل، ورئيس مجلس إدارة شركة جي بي مورجان العربية السعودية.
اعتباراً من مارس 2022، كان الأمير محمد بن خالد من بين ممولي مجموعة الإعلام السعودية التي كانت تخطط للاستحواذ على نادي تشيلسي الإنجليزي لكرة القدم.